# Luisa Nikolajewna Noskowa
Luisa Nikolajewna Noskowa, geborene Tscherepanowa (russisch Луи́за Никола́евна Носко́ва, vorher Черепанова; * 7. Juli 1968 in Labytnangi im Autonomen Kreis der Jamal-Nenzen der damaligen Sowjetunion) ist eine frühere sowjetische und russische Biathletin und Olympiasiegerin.
Luisa Noskowa begann 1985 mit dem Biathlonsport und wurde wie Albina Achatowa von Leonid Gurjew und deren Vater Chamit Achatow trainiert. Sie feierte noch unter ihrem Geburtsnamen Tscherepanowa erste Erfolge bei internationalen Wettbewerben. Als Teilnehmerin an den Biathlon-Weltmeisterschaften 1989 in Feistritz an der Drau siegte sie im Mannschaftswettbewerb gemeinsam mit Natalja Prikastschikowa, Swetlana Dawydowa und Jelena Golowina. Im Einzel über 20 km belegte sie den vierten Platz. Ebenfalls 1989 nahm sie an der Universiade in Sofia teil und war in Borowez mit zwei Siegen erfolgreich. Sowohl im 7,5-km-Sprint als auch in der 3 × 7,5-km-Staffel gewann sie die Goldmedaille.
Erst 1994 konnte sich Noskowa in der starken russischen Mannschaft wieder durchsetzen. Sie wurde für die Teilnahme an den Olympischen Winterspielen 1994 von Lillehammer nominiert und startete in allen drei Wettkämpfen. Zum Auftakt wurde sie Zehnte im Einzelwettbewerb. Platz 39 im Sprint war enttäuschend für sie, dafür gelang ihr zwei Tage darauf der größte Karriereerfolg. In der Besetzung Nadeschda Talanowa, Natalja Snytina, Noskowa und Anfissa Reszowa als Schlussläuferin siegte sie mit der russischen Staffel über 4 × 7,5 km. Noskowa startete noch einmal bei einer Weltmeisterschaft, 1994 in Canmore, wo einzig das nichtolympische Mannschaftsrennen ausgetragen wurde, das russische Team mit Natalja Snytina, Jelena Belowa und Nadeschda Talanowa musste das Rennen jedoch aufgeben.
Noskowa erreichte im Weltcup einige Top-Ten-Platzierungen, ein Sieg in einem Individualwettbewerb oder ein Podestplatz gelang ihr aber nicht. 1995 wurde sie russische Meisterin im Sommerbiathlon, 1997 Europameisterin im Einzel.
Noskowa ist verheiratet und wurde 1994 neben der Auszeichnung „Verdienter Meister des Sports“ mit dem Orden der Völkerfreundschaft geehrt. Im selben Jahr beendete sie ihre Ausbildung im Тюменский государственный сельскохозяйственный институт (Staatlichen Landwirtschaftlichen Institut Tjumen). Sie lebt und arbeitet in Tjumen, wo sie eine Lehrstelle an der Тюменский государственный университет, Физический Факультет (Fakultät für Sport an der Öffentlichen Universität Tjumen) innehatte. Inzwischen ist sie Vizedirektorin der Abteilung für Sport- und Jugendpolitik der Oblast Tjumen.

## Biathlon-Weltcup-Platzierungen
| Platzierung                               | Einzel | Sprint | Verfolgung | Massenstart | Team | Staffel | Gesamt |
| ----------------------------------------- | ------ | ------ | ---------- | ----------- | ---- | ------- | ------ |
| 1. Platz                                  |        |        |            |             | 1    | 1       | 2      |
| 2. Platz                                  |        |        |            |             |      |         |        |
| 3. Platz                                  |        |        |            |             |      |         |        |
| Top 10                                    | 2      | 1      |            |             | 1    | 1       | 5      |
| Punkteränge                               | 5      | 2      |            |             | 1    | 1       | 9      |
| Starts                                    | 7      | 6      |            |             | 1    | 1       | 15     |
| Stand: Karriereende, Daten nicht komplett |        |        |            |             |      |         |        |